# Кротали
 Тази статия е за рода змии.  За музикалния инструмент вижте Кротали (музикален инструмент).  
Кроталите (Crotalus) са род влечуги от семейство Отровници (Viperidae).
Таксонът е описан за пръв път от шведския ботаник и зоолог Карл Линей през 1758 година.

## Видове
- Crotalus adaamanteus
- Crotalus adamanteus – Източна диамантена гърмяща змия
- Crotalus angelensis
- Crotalus aquilus
- Crotalus armstrongi
- Crotalus atrox – Западна диамантена гърмяща змия
- Crotalus basiliscus
- Crotalus caliginis
- Crotalus campbelli
- Crotalus catalinensis
- Crotalus cerastes – Рогата гърмяща змия
- Crotalus cerberus
- Crotalus concolor
- Crotalus culminatus
- Crotalus durissus – Южноамериканска гърмяща змия
- Crotalus ehecatl
- Crotalus enyo
- Crotalus ericsmithi
- Crotalus helleri
- Crotalus horridus – Ивичеста гърмяща змия
- Crotalus intermedius
- Crotalus lannomi
- Crotalus lepidus – Скална гърмяща змия
- Crotalus lorenzoensis
- Crotalus lutosus
- Crotalus mictlantecuhtli
- Crotalus miliarius
- Crotalus mitchellii – Очилата гърмяща змия
- Crotalus molossus – Черноопашата гърмяща змия
- Crotalus morulus
- Crotalus mutus
- Crotalus oreganus – Северна тихоокеанска гърмяща змия
- Crotalus ornatus
- Crotalus piscivorus
- Crotalus polisi
- Crotalus polystictus
- Crotalus pricei – Аризонска гърмяща змия
- Crotalus pusillus – Танситаронова гърмяща змия
- Crotalus ravus – Мексиканска пигмейска гърмяща змия
- Crotalus ruber – Червена гърмяща змия
- Crotalus scutulatus – Мохавска гърмяща змия
- Crotalus simus – Централноамериканска гърмяща змия
- Crotalus stejnegeri
- Crotalus stephensi
- Crotalus tancitarensis
- Crotalus thalassoporus
- Crotalus tigris – Тигрова гърмяща змия
- Crotalus tlaloci
- Crotalus tortugensis
- Crotalus totonacus
- Crotalus transversus
- Crotalus triseriatus
- Crotalus tzabcan
- Crotalus unicolor
- Crotalus vegrandis
- Crotalus viridis – Зелена гърмяща змия
- Crotalus willardi – Вилардова гърмяща змия